# 기쿠군

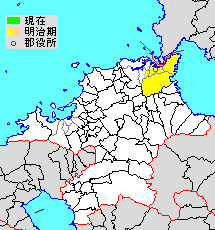
후쿠오카현 기쿠군의 위치

기쿠군(企救郡, きくぐん)은 일본 후쿠오카현 동부 부젠국에 있던 군이다.

## 군역
1878년 행정 구역으로 발족 당시의 군역은 아래 구역에 해당한다.
- 기타큐슈시
  - 모지구, 고쿠라키타구, 고쿠라미나미구 전역
  - 야하타히가시구의 일부
- 유쿠하시시의 일부

## 역사
- 1878년 11월 1일 - 군구정촌 편제법이 후쿠오카현에서 시행되면서, 행정 구역으로서의 기쿠군이 발족.

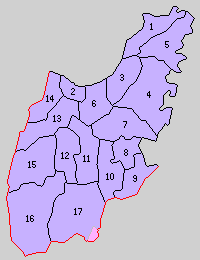
1.모지가세키촌 2.고쿠라정 3.야나기가우라촌 4.마쓰가에촌 5.도고촌 6.아다치촌 7.기리타케촌 8.소네촌 9.구사미촌 10.시바쓰촌 11.조노촌 12.히가시무라사키촌 13.니시무라사키촌 14.이타비쓰촌 15.니시타니촌 16.나카타니촌 17.히가시타니촌 (보라: 기타큐슈시 분홍: 유쿠하시시)

- 1889년 4월 1일 - 정촌제 시행으로, 아래의 정촌이 발족. 따로 적은 경우 외에는 현 기타큐슈시.(1정 16촌)
  - 모지가세키촌(文字ヶ関村)
  - 고쿠라정(小倉町)
  - 야나기가우라촌(柳ヶ浦村)
  - 마쓰가에촌(松ヶ江村)
  - 도고촌(東郷村)
  - 아다치촌(足立村)
  - 기리타케촌(霧岳村)
  - 소네촌(曽根村)
  - 구사미촌(朽網村)
  - 시바쓰촌(芝津村)
  - 조노촌(城野村)
  - 히가시무라사키촌(東紫村)
  - 니시무라사키촌(西紫村)
  - 이타비쓰촌(板櫃村)
  - 니시타니촌(西谷村)
  - 나카타니촌(中谷村)
  - 히가시타니촌(東谷村): 현 기타큐슈시, 유쿠하시시
  - 일부가 미야코군 쓰바키이치촌으로 편입됨.
- 1894년 8월 1일 - 모지가세키촌이 정제 시행과 개칭으로 모지정(門司町)이 됨.(2정 15촌)
- 1899년 4월 1일 - 모지정이 시제 시행으로 모지시(門司市)가 되어, 군에서 이탈.(1정 15촌)
- 1900년 4월 1일 - 고쿠라정이 시제 시행으로 고쿠라시(小倉市)가 되어, 군에서 이탈.(15촌)
- 1907년 6월 1일(11촌)
  - 기리타케촌·소네촌·구사미촌·시바쓰촌이 합병하여, 새로이 소네촌이 발족.
  - 조노촌·히가시무라사키촌이 합병하여, 기쿠촌(企救村)이 발족.
- 1908년 4월 1일 - 니시무라사키촌이 분할되어, 일부가 기쿠촌에, 잔여부가 이타비쓰촌에 각각 편입.(10촌)
- 1908년 12월 1일 - 야나기가우라촌이 정제 시행과 개칭으로 다이리정(大里町)이 됨.(1정 9촌)
- 1917년 10월 1일 - 기쿠촌이 정제 시행으로 기쿠정(企救町)이 됨.(2정 8촌)
- 1922년 10월 1일 - 이타비쓰촌이 정제 시행으로 이타비쓰정(板櫃町)이 됨.(3정 7촌)
- 1923년
  - 2월 1일 - 다이리정이 모지시에 편입.(2정 7촌)
- 1925년 4월 28일 - 이타비쓰정이 분할되어, 일부가 야하타시에, 잔여부가 고쿠라시에 각각 편입.(1정 7촌)
- 1927년 4월 1일 - 아다치촌이 고쿠라시에 편입.(1정 6촌)
- 1929년 11월 1일 - 도고촌이 모지시에 편입.(1정 5촌)
- 1934년 4월 1일 - 소네촌이 정제 시행으로 소네정(曽根町)이 됨.(2정 4촌)
- 1937년 9월 1일 - 기쿠정이 고쿠라시에 편입.(1정 4촌)
- 1941년 4월 1일 - 나카타니촌·니시타니촌이 고쿠라시에 편입.(1정 2촌)
- 1942년 5월 15일(1촌)
  - 소네정이 고쿠라시에 편입.
  - 마쓰가에촌이 모지시에 편입.
- 1948년 9월 10일 - 히가시타니촌이 고쿠라시에 편입. 이날 기쿠군은 폐지됨. 후쿠오카현에서는 1896년 군이 재편된 후 처음으로 폐지된 군이다.